# Ірік
Ірі́к (рос. Ирик, башк. Ирек) — присілок у складі Альшеєвського району Башкортостану, Росія. Входить до складу Трунтаїшевської сільської ради.
Населення — 16 осіб (2010; 46 в 2002).
Національний склад:
- башкири — 63 %
- татари — 35 %